# Hermógenes López
Hermógenes López (Naguanagua, 19 de abril de 1830 — Valencia, 17 de dezembro de 1898) foi um político venezuelano. Durante 8 de agosto de 1887 e 2 de julho de 1888, ocupou o cargo de presidente da Venezuela. Seu governo interino foi presenciado em um período conhecido no país como Liberalismo Amarelo.